# Baron (Yogyakarta)
Pour les articles homonymes, voir Baron.

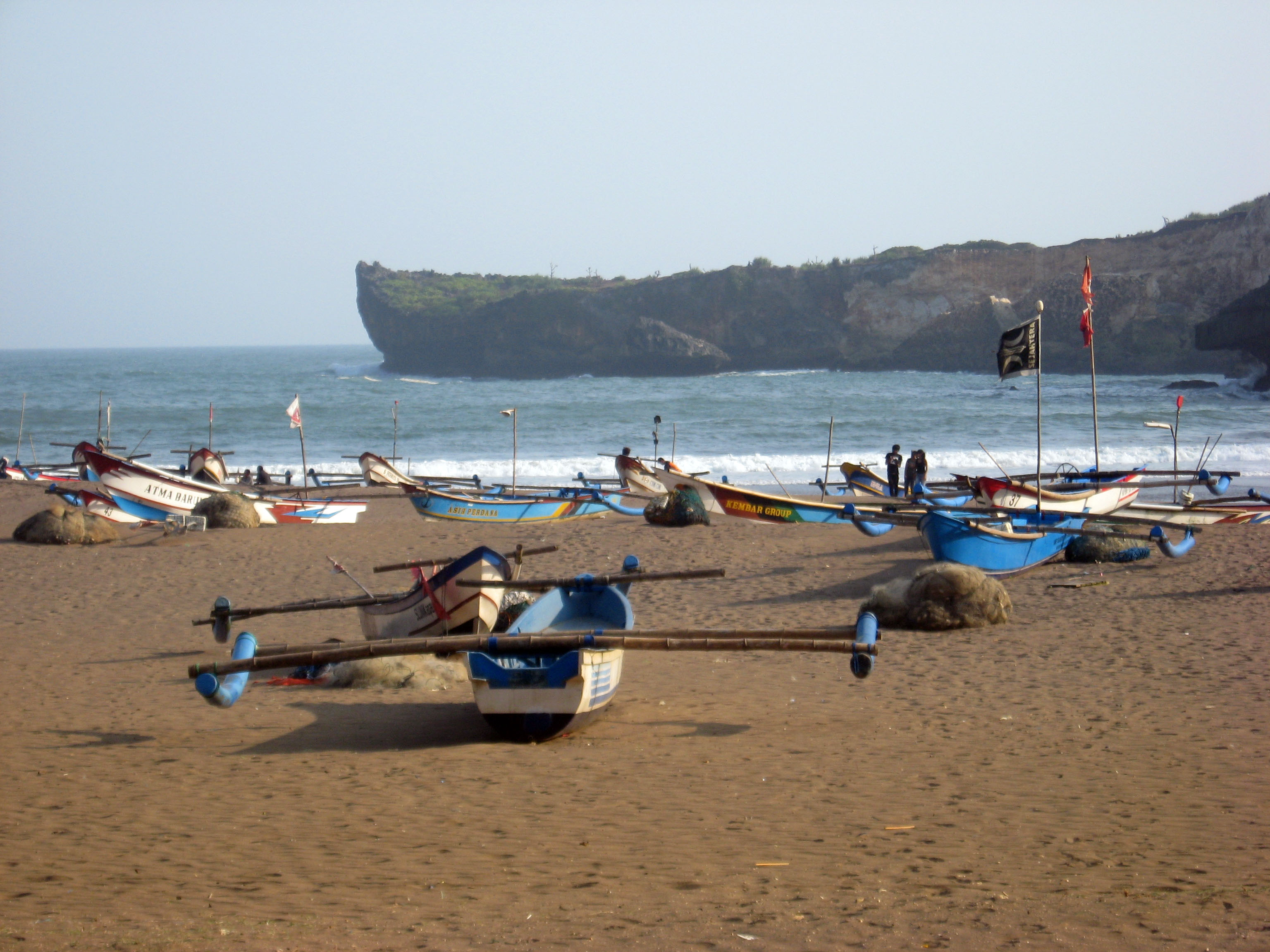
La plage de Baron

Baron  est une plage située dans le territoire spécial de Yogyakarta, à environ 40 km au sud de la ville. 